# Alejandro Moreno Figueroa
 Alejandro Moreno Figueroa  (nacido el 18 de abril de 1988) es un tenista profesional mexicano, nacido en Ciudad de México.

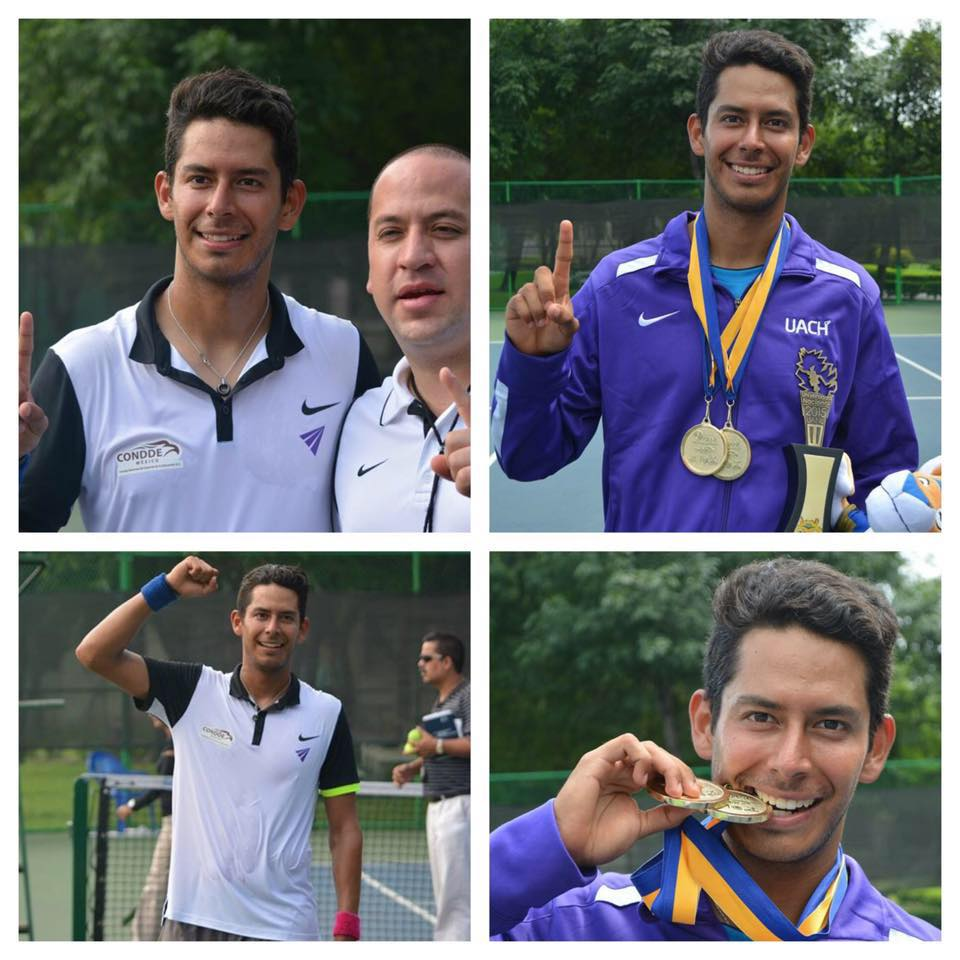

## Carrera
Su mejor ranking individual es el N.º 1271 alcanzado el 11 de junio de 2012, mientras que en dobles logró la posición 485 el 19 de mayo de 2014.
No ha logrado hasta el momento títulos de la categoría ATP ni de la ATP Challenger Tour, aunque sí ha obtenido varios títulos Futures tanto en individuales como en dobles.
Estudió la carrera en Negocios Internacionales en Pepperdine University (Malibú, California) donde obtuvo una beca deportiva y fue parte de uno de los equipos de mayor tradición en los deportes colegiales de Estados Unidos. En el año 2011, como jugador de último año, llevó a la universidad a rankearse #6 de la nación en División 1. 
En diciembre de 2013 se convirtió en el nuevo Campeón Nacional de Primera Fuerza en la modalidad de dobles, al consagrarse junto con su hermano Alfredo en la justa realizada en Cuernavaca, Morelos.
Actualmente cursa la Maestría en Mercadotecnia en la Universidad Autónoma de Chihuahua. En el 2015 se proclamó Campeón Nacional Universitario tanto en individuales como en dobles al ganar dos medallas de oro en la Universiada Nacional en Monterrey, Nuevo León. Venciendo en la final de singles a Julio Vásquez por parciales de 6/0 6/3 y saliendo avante en la de dobles (junto a Marco Antonio Chora) con un score de 6/2 4/6 10/7.
En junio del mismo año compitió en la Universiada Mundial Gwangju 2015 (Summer Universiade) logrando el quinto lugar junto al regiomontano Marco Aurelio Núñez en la modalidad de dobles.